# 伊能忠敬 子午線の夢
『伊能忠敬 子午線の夢』（いのうただたか しごせんのゆめ）は、2001年11月17日に公開された日本映画。小野田嘉幹監督作品。東映配給､ 劇団俳優座創立55周年記念作品。

## キャスト
- 伊能忠敬：加藤剛
- お栄：賀来千香子
- 伊能イネ：西田ひかる
- 高橋至時：榎木孝明
- 伊能景敬：田中壮太郎
- 伊能秀蔵：加藤大治郎
- 伊能盛右衛門：鈴木周
- 善右衛門：愛川欽也
- シカ：浅利香津代
- 滝沢角五郎：前田吟
- 間宮林蔵：増沢望
- 山片蟠桃：中野誠也
- 竹内享
- 神山寛
- 矢野宣
- 浜田寅彦
- 島津重豪：丹波哲郎

## スタッフ
- 監督：小野田嘉幹
- 製作：古賀伸雄
- プロデューサー：永井正夫、坂東誠一
- 脚本：吉田剛
- 撮影：坂本典隆
- 美術：春木章
- 編集：西東清明
- 音楽：池辺晋一郎